# سون (ثمود)
'

تعديل مصدري - تعديل

سون هي إحدى قرى عزلة ثمود بمديرية ثمود التابعة لمحافظة حضرموت، بلغ تعداد سكانها 275 نسمة حسب تعداد اليمن لعام 2004.